# Cryptocyclops tanganicae
Cryptocyclops tanganicae – gatunek widłonoga z rodziny Cyclopidae. Nazwa naukowa tego gatunku skorupiaków została opublikowana w 1928 roku przez brytyjskiego zoologa Roberta Gurneya.